# Miguel Angel Galluzzi
Pour les articles homonymes, voir Galluzzi.
Miguel Angel Galluzzi, né le 26 octobre 1959 à Buenos Aires, est un designer argentin. 

## Biographie
Il est né en 1959 à Buenos Aires. Il intègre le CRC (Cagiva Research Center) à la fin des années 80 où il participe à la remise à flot de Ducati. Il élabore le design des nouvelles Supersport, puis de la mythique Mostro. Il ne connaîtra pas le même succès avec la Cagiva 1000 Raptor.
En 2006, il rejoint le bureau d'étude d'Aprilia. Sous sa direction est sortie l'Aprilia RSV4.